# Vertigo occidentalis
Vertigo occidentalis är en snäckart som beskrevs av Sterki 1907. Vertigo occidentalis ingår i släktet Vertigo och familjen puppsnäckor. Inga underarter finns listade i Catalogue of Life.